# Îles L'Hermite
Pour les articles homonymes, voir Hermite.
Les îles L'Hermite, (en espagnol : Islas Hermite) aussi appelées îles Hermite, sont un archipel qui fait partie de la Terre de Feu à l'extrémité sud du Chili. Elles se situent à la rencontre des océans Atlantique et Pacifique. Elles sont administrativement rattachées à la commune de Cabo de Hornos, à la province de l'Antarctique chilien (Provincia de la Antártica Chilena) dont la capitale est Puerto Williams et à la région de Magallanes et de l'Antarctique chilien.

## Histoire
Les îles L'Hermite furent baptisées en l'honneur de l'amiral néerlandais Jacques L'Hermite (1582-1624). Elles sont visitées par Charles Darwin à l'hiver 1832/1833.
Des habitants d'origine furent exposés dans des zoos humains en Europe à la fin du XIXe siècle. Une enfant est morte à Paris le 30 septembre 1881. On la nommait "petite capeline".
En 1978, l'Argentine programme l'opération Soberanía pour prendre possession de ces îles. L'opération est finalement annulée au dernier moment, grâce à la médiation du pape Jean-Paul II.

## Description
Les îles L'Hermite sont parmi les terres les plus méridionales d'Amérique. Ces îles abritent le cap Horn, qui est situé sur l'île Horn et sont incluses dans le parc national Cabo de Hornos.
L'archipel comprend :
- l'île L'Hermite, île principale de l'archipel, située au nord-ouest de celui-ci ;
- l'île Jerdán, petite île centrale-nord ;
- l'île Hall, petite île centrale-sud ;
- l'île Herschel, à l'est ;
- l'île Deceit, la plus orientale ;
- l'île Horn, la plus au sud, célèbre pour abriter le cap Horn ;
- les îlots Maxwell, Saddle, Chanticleer et Arrecife.

L'île Deceit se prolonge au sud-est par le cap Deceit (cabo Deceit en espagnol) et se termine par un chapelet d'îlots et de rochers escarpés, appelé îlots Deceit (Los Islotes Deceit en espagnol) mais aussi connus sous le nom de Los Dientes ou Las Garras de Deceit (Les Dents ou les Griffes de Deceit en espagnol). Les îlots Deceit, bien que moins méridionaux que le cap Horn, sont bien souvent plus impressionnants pour les marins, surtout par vent fort et mer agitée.
Au nord, se trouvent les îles Wollaston que la proximité rend difficile de distinguer des îles L'Hermite. Les deux archipels sont séparés par le canal Franklin. L'île Herschel est séparée de l'île Deceit par la baie Arquistade dont est inclus le Paso Mar del Sur, une des portes de sortie du passage de Drake. L'île L'Hermite est séparée de l'île Herschel par la baie San Francisco.

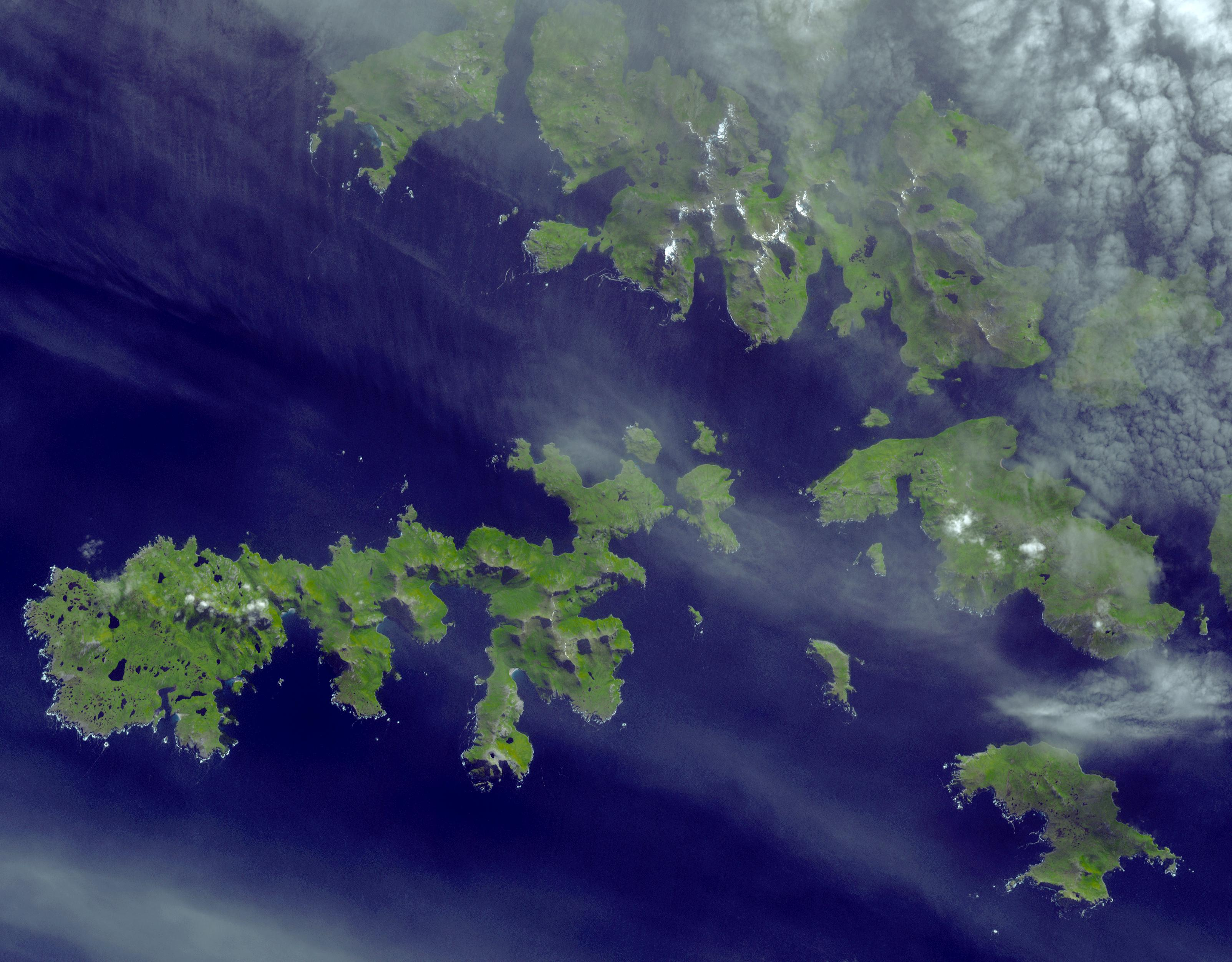
Les îles L'Hermite (à gauche) et l'île Hornos avec le cap Horn (en bas à droite) vues depuis l'espace. L'île Deceit, située à droite n'est pas visible.
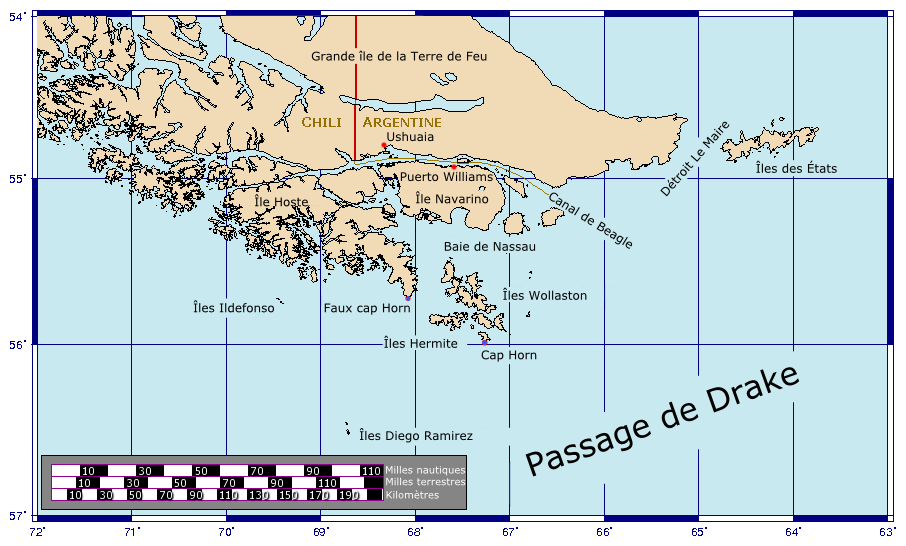

### Sources et bibliographie
- Argentina, Chile, Bolivia Sur, Paraguay, Uruguay, Southern South America, 1 : 4 000 000, Zagier & Urruty Publications, 2005,  (ISBN 1-879568-61-6)
- Patagonia Sur, Tierra del Fuego, Costa a Costa, Mapa 1 : 1 800 000, JLM Mapas Punta Arenas, Chile
- Carte Marine de Instituto Hidrográfico de la Armada de Chile, Boca Oriental del Estrecho de Magallanes A Islas Diego Ramirez, 1:50000, 1986-2009